# Castello di Villa
Il castello di Villa-Challand è un castello in rovina su una collina che sovrasta il paese di Challand-Saint-Victor in Val d'Ayas, a breve distanza da Verrès, in una posizione che gli permetteva il controllo della strada che sale lungo la valle; è uno dei più antichi castelli valdostani e ricoprì un importante ruolo nella storia della famiglia Challant.

## Storia

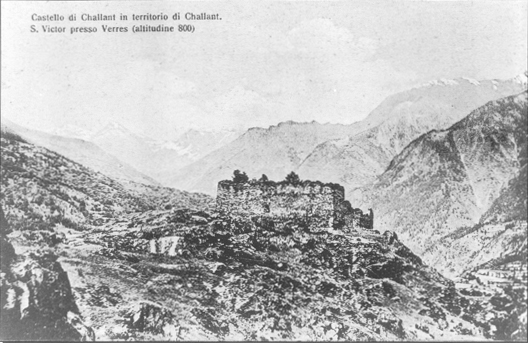
Il castello in una cartolina del 1900-1920.

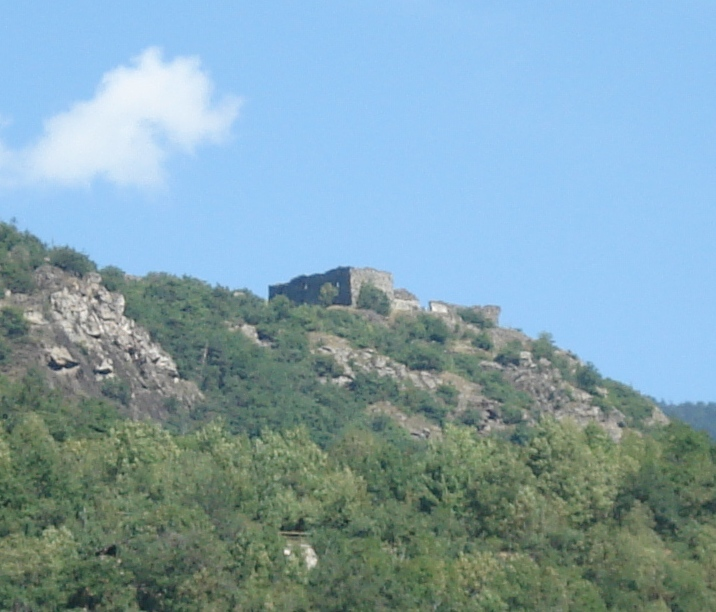
Le rovine del castello viste da Verrès.

La storia del castello ha inizio nei primi anni del XIII secolo, quando il conte Tommaso I di Savoia donò al visconte di Aosta Bosone II il feudo di Villa-Challand e gli diede la possibilità di edificarvi un castello, forse sui ruderi di una costruzione precedente.
Il documento del 13 aprile 1200 che attesta la donazione riporta:
Da quel momento Bosone e i suoi discendenti iniziarono a portare l'appellativo “di Challant” a indicare la loro signoria. 
Il castello fu in seguito proprietà del visconte Gotofredo I di Challant (nipote di Bosone), come ricorda in documento del 19 dicembre 1241, e di Aimone III di Challant (fratello di Gotofredo), per poi passare al figlio di Gotofredo Ebalo I.
Ebalo I di Challant, ricordato anche come Ebalo Magno, ristrutturò ed ingrandì il castello e ne fece la sua residenza favorita. Mentre inizialmente il maniero doveva avere la struttura tipica dei castelli primitivi, con una torre a pianta rettangolare di 5 metri per 7 circondata da una cinta muraria, Ebalo fece allungare le mura a nord e sud di 30 metri, ingrandendo la corte e potendo inserire nella nuova zona ad est una cappella ed un altro edificio rettangolare di 11 metri per 6. Alfredo D'Andrade quando visitò il castello nel 1885 descrisse che la cappella conteneva resti di affreschi in parte dipinti con accuratezza ed in parte decorativi, di cui ormai restano solo alcuni frammenti.

Piantina del castello di Carlo Nigra, su schizzo di Alfredo d'Andrade.

Il castello si trovava in una posizione strategica per il controllo della strada che sale lungo la Val d'Ayas, al tempo importante via di comunicazione con il Vallese, e poteva comunicare visivamente da una parte con il fondovalle, dove in seguito sarebbe stato costruito il castello di Verrès, e dall'altra con la Torre di Bonot all'ingresso del vallone di Dondeuil e tramite essa con il castello di Graines.
Alla metà del XIV secolo il castello era protetto da una guarnigione di almeno quindici fanti. In seguito esso fu ulteriormente ristrutturato e fortificato da Caterina di Challant intorno al 1430 durante la lite ereditaria che la vide contrapposta al cugino Giacomo di Challant Aymavilles per l'eredità di Francesco di Challant. Il maniero fu al centro di uno degli episodi della contesa nel 1453, quando alcuni commissari incaricati dal duca Ludovico di Savoia vi si recarono intimando di restituire il castello a Margherita di Challant, sorella di Caterina, ma furono bersagliati di pietre e dardi e costretti alla fuga. In quell'occasione sembra che nel castello fossero celati settanta armigeri.
Dopo la sconfitta di Caterina, costretta a cedere le sue terre al cugino, per il castello iniziò un periodo di declino durante il quale non fu più utilizzato e venne probabilmente usato come fonte di materiale edile, come forse aveva già fatto anche Ibleto di Challant durante la costruzione del castello di Verrès.
Del castello restano solo dei ruderi, non accessibili per il pericolo di crolli, tra i quali si possono riconoscere parte dei muri perimetrali a due piani, alcune finestre e feritoie, i resti della cisterna per l'acqua e le tracce di alcuni affreschi.